# Nora Roberts' Sanctuary
Nora Roberts' Sanctuary è un film per la televisione del 2001 diretto da Katt Shea tratto dall'omonimo romanzo di Nora Roberts.

## Trama
La famosa fotografa Jo Ellen Hathaway, perseguitata da uno stalker scappa dalla città per rifugiarsi nell'isola dove è cresciuta e trascorrere un periodo i relax. Sull'isola incontra vecchie e nuove conoscenze, amici ed ex fidanzati, ma nulla riesce a distrarla dalla sensazione di essere continuamente osservata e una serie di efferati omicidi la coinvolgono da vicino, portandola a disseppellire il mistero della morte della madre, avvenuto molti anni prima.